# Луксембург на Светском првенству у атлетици у дворани 2016.
Луксембург је седми пут учествовао на 16. Светском првенству у атлетици у дворани 2016. одржаном у Портланду од 17. до 20. марта. Репрезентацију Луксембурга представљао је 1 атлетичар који се такмичио у бацању кугле.,
На овом првенству Луксембург није освојио ниједну медаљу. Није било нових националних, личних и рекорда сезоне.

## Учесници
Мушкарци:
- Боб Бертемес — Бацање кугле

## Резултати

### Мушкарци
| Атлетичар    | Дисциплина   | Лични рекорд | Квалификација | Квалификација | Финале    | Финале  | Детаљи |
| Атлетичар    | Дисциплина   | Лични рекорд | Резултат      | Место         | Резултат  | Место   | Детаљи |
| ------------ | ------------ | ------------ | ------------- | ------------- | --------- | ------- | ------ |
| Боб Бертемес | Бацање кугле | 20,56 НР     |               |               | 19,48 ЛРС | 15 / 19 |        |